# Esgrima en los XXI Juegos Centroamericanos y del Caribe
Se detallan los resultados de las competiciones deportivas para la especialidad de Esgrima
en los XXI Juegos Centroamericanos y del Caribe.

## Esgrima
El campeón de la especialidad Esgrima fue  Venezuela.

### Medallero
Los resultados del medallero por información de la Organización de los Juegos Mayagüez 2010
fueron:

#### Medallero Total
País anfitrión en negrilla. La tabla se encuentra ordenada por la cantidad de medallas de oro.
| Núm.  | País                 | Oro | Plata | Bronce | Total | Orden por Total |
| ----- | -------------------- | --- | ----- | ------ | ----- | --------------- |
| 1     | Venezuela            | 9   | 3     | 3      | 15    | 1               |
| 2     | República Dominicana | 2   | 0     | 4      | 6     | 3               |
| 3     | México               | 1   | 7     | 5      | 13    | 2               |
| 4     | Puerto Rico          | 0   | 2     | 4      | 6     | 3               |
| 5     | El Salvador          | 0   | 0     | 1      | 1     | 5               |
| 5     | Panamá               | 0   | 0     | 1      | 1     | 5               |
| TOTAL | TOTAL                | 12  | 12    | 18     | 42    |                 |

Fuente: Organización de los XXI Juegos Centroamericanos y del Caribe

#### Medallero por Género
País anfitrión en negrilla. La tabla se encuentra ordenada por la cantidad de medallas de oro.
| Clasificación por Oro | País                 | Hombres | Hombres | Hombres | Hombres | Mujeres | Mujeres | Mujeres | Mujeres | TOTAL | Clasificación por Total |
| Clasificación por Oro | País                 |         |         |         | Total   |         |         |         | Total   | TOTAL | Clasificación por Total |
| 1                     | Venezuela            | 5       | 2       | 1       | 8       | 4       | 1       | 2       | 7       | 15    | 1                       |
| 2                     | República Dominicana | 0       | 0       | 2       | 2       | 2       | 0       | 2       | 4       | 6     | 3                       |
| 3                     | México               | 1       | 3       | 3       | 7       | 0       | 4       | 2       | 6       | 13    | 2                       |
| 4                     | Puerto Rico          | 0       | 1       | 2       | 3       | 0       | 1       | 2       | 3       | 6     | 3                       |
| 5                     | El Salvador          | 0       | 0       | 1       | 1       | 0       | 0       | 0       | 0       | 1     | 5                       |
| 5                     | Panamá               | 0       | 0       | 0       | 0       | 0       | 0       | 1       | 1       | 1     | 5                       |
| TOTAL                 | TOTAL                | 6       | 6       | 9       | 21      | 6       | 6       | 9       | 21      | 42    |                         |

Fuente: Organización de los XXI Juegos Centroamericanos y del Caribe

### Múltiples Ganadores
El tablero de multimedallas para la de los XXI Juegos Centroamericanos y del Caribe Mayagüez 2010 
presenta a los deportistas destacados que conquistaron más de una medalla en las competiciones de Esgrima realizadas en Mayagüez, Puerto Rico.
Fuente: 
Organización de los XXI Juegos Centroamericanos y del Caribe Mayagüez 2010. 
| Clasificación del País | Clasificación del Total | Deportista       | País                 | Disciplina |   |   |   | Total |
| 1                      | 95                      | Rossy Félix      | República Dominicana | Esgrima    | 2 | 0 | 0 | 2     |
| 1                      | 95                      | Silvio Fernández | Venezuela            | Esgrima    | 2 | 0 | 0 | 2     |
| 1                      | 95                      | Mariana González | Venezuela            | Esgrima    | 2 | 0 | 0 | 2     |
| 1                      | 95                      | Eliana Lugo      | Venezuela            | Esgrima    | 2 | 0 | 0 | 2     |
| 1                      | 95                      | Eliezer Rincones | Venezuela            | Esgrima    | 2 | 0 | 0 | 2     |
| 6                      | 174                     | Carlos Bravo     | Venezuela            | Esgrima    | 1 | 1 | 0 | 2     |
| 6                      | 174                     | Daniel Gómez     | México               | Esgrima    | 1 | 1 | 0 | 2     |
| 6                      | 174                     | Rubén Limardo    | Venezuela            | Esgrima    | 1 | 1 | 0 | 2     |
| 9                      | 226                     | María Martínez   | Venezuela            | Esgrima    | 1 | 0 | 1 | 2     |
| 9                      | 226                     | Carlos Rodríguez | Venezuela            | Esgrima    | 1 | 0 | 1 | 2     |
| 9                      | 226                     | Yulitza Suárez   | Venezuela            | Esgrima    | 1 | 0 | 1 | 2     |